# محمدخان (هیرمند)
محمدخان یک روستا در ایران است که در استان سیستان و بلوچستان واقع شده‌است. محمدخان ۷۷ نفر جمعیت دارد.